# Ziklokross Igorre
La Ziklokross Igorre è una corsa in linea di ciclocross che si svolge ogni dicembre a Igorre, in Spagna. Creata nel 1977, la prova maschile è stata inserita nel calendario della Coppa del mondo di ciclocross dal 1993 al 1995, nel 2001 e dal 2005 al 2011. La prova femminile è stata invece corsa per la prima volta nel 2007.

## Albo d'oro

### Uomini Elite
Aggiornato all'edizione 2019.
| Anno | Vincitore                             | Secondo                               | Terzo                                 |
| ---- | ------------------------------------- | ------------------------------------- | ------------------------------------- |
| 1977 | José María Yurrebaso                  | Iñaki Mayora                          | Ramón Medina                          |
| 1978 | Peter Hägi                            | Alfons Van Parijs                     | Martin De Cock                        |
| 1979 | Reimund Dietzen                       | José María Yurrebaso                  | Peter Hägi                            |
| 1980 | Iñaki Mayora                          | Iñaki Vijandi                         | José María Yurrebaso                  |
| 1981 | Klaus-Peter Thaler                    | Iñaki Mayora                          | Francisco Sala                        |
| 1982 | Gilles Blaser                         | Benito Durán                          | José María Yurrebaso                  |
| 1983 | José María Yurrebaso                  | Frank Ommer                           | Iñaki Mayora                          |
| 1984 | Mathieu Hermans                       | Paul De Brauwer                       | Francisco Sala                        |
| 1985 | Albert Zweifel                        | Marcel Russenberger                   | José María Yurrebaso                  |
| 1986 | Albert Zweifel                        | Pascal Richard                        | Paul De Brauwer                       |
| 1987 | José María Yurrebaso                  | Francisco Sala                        | Christian Hautekeete                  |
| 1988 | Albert Zweifel                        | Laurent Dufaux                        | Adrie van der Poel                    |
| 1989 | Petr Hric                             | Pascal Richard                        | Eric Chanton                          |
| 1990 | Stanislav Bambula                     | Laurent Dufaux                        | Pascal Richard                        |
| 1991 | Radovan Fořt                          | Karel Camrda                          | Huub Kools                            |
| 1992 | Daniele Pontoni                       | Karel Camrda                          | Peter Van Den Abeele                  |
| 1993 | Paul Herijgers                        | Danny De Bie                          | Adrie van der Poel                    |
| 1994 | Daniele Pontoni                       | Jérôme Chiotti                        | Paul Herijgers                        |
| 1995 | Daniele Pontoni                       | Luca Bramati                          | Jiří Pospíšil                         |
| 1996 | Daniele Pontoni                       | Jiří Pospíšil                         | Ondřej Lukeš                          |
| 1997 | Jiří Pospíšil                         | Ondřej Lukeš                          | Kamil Ausbuher                        |
| 1998 | Daniele Pontoni                       | Jiří Pospíšil                         | Petr Dlask                            |
| 1999 | Beat Wabel                            | David Seco                            | Václav Jezek                          |
| 2000 | Daniele Pontoni                       | Beat Wabel                            | Jiří Pospíšil                         |
| 2001 | Sven Nys                              | Bart Wellens                          | Erwin Vervecken                       |
| 2002 | Mario De Clercq                       | David Seco                            | Jiří Pospíšil                         |
| 2003 | Jiří Pospíšil                         | David Seco                            | John Gadret                           |
| 2004 | Arnaud Labbe                          | David Seco                            | František Klouček jr.                 |
| 2005 | Bart Wellens                          | Petr Dlask                            | Enrico Franzoi                        |
| 2006 | Sven Nys                              | Bart Wellens                          | Klaas Vantornout                      |
| 2007 | Sven Nys                              | Bart Wellens                          | Klaas Vantornout                      |
| 2008 | Sven Nys                              | Klaas Vantornout                      | Erwin Vervecken                       |
| 2009 | Zdeněk Štybar                         | Niels Albert                          | Sven Nys                              |
| 2010 | Niels Albert                          | Francis Mourey                        | Sven Nys                              |
| 2011 | Kevin Pauwels                         | Sven Nys                              | Tom Meeusen                           |
| 2012 | Aitor Hernández                       | Egoitz Murgoitio                      | Isaac Suarez                          |
| 2013 | Aitor Hernández                       | Javier Ruiz de Larrinaga              | Martin Haring                         |
| 2014 | Aitor Hernández                       | Javier Ruiz de Larrinaga              | Kevin Suárez                          |
| 2015 | Kevin Suárez                          | Aitor Hernández                       | Ismael Esteban                        |
| 2016 | Stan Godrie                           | Ismael Esteban                        | Nadir Colledani                       |
| 2017 | Wietse Bosmans                        | Aitor Hernández                       | Javier Ruiz de Larrinaga              |
| 2018 | Javier Ruiz de Larrinaga              | Aitor Hernández                       | Jon Munitxa                           |
| 2019 | Felipe Orts                           | Kevin Suárez                          | Ismael Esteban                        |
| 2020 | annullato per la pandemia di COVID-19 | annullato per la pandemia di COVID-19 | annullato per la pandemia di COVID-19 |

### Donne Elite
Aggiornato all'edizione 2019.
| Anno | Vincitrice                            | Seconda                               | Terza                                 |
| ---- | ------------------------------------- | ------------------------------------- | ------------------------------------- |
| 2016 | Aida Nuño                             | Lucía González                        | Sara Casasola                         |
| 2017 | Elle Anderson                         | Aida Nuño                             | Lucía González                        |
| 2018 | Luisa Ibarrola                        | Olatz Odriozola                       | Paula Suárez                          |
| 2019 | Lucía González                        | Aida Nuño                             | Olivia Onesti                         |
| 2020 | annullato per la pandemia di COVID-19 | annullato per la pandemia di COVID-19 | annullato per la pandemia di COVID-19 |

### Uomini Juniors
Aggiornato all'edizione 2019.
| Anno      | Vincitore                             | Secondo                               | Terzo                                 |
| --------- | ------------------------------------- | ------------------------------------- | ------------------------------------- |
| 2011      | Kevin Suárez                          | Adrián García Montes                  | Jonatan Bilbao                        |
| 2012      | Alex Aranburu                         | Felipe Orts                           | Álvaro Carral                         |
| 2013      | Gotzon Martín                         | Raúl Fernández Lorenzo                | Jon Munitxa                           |
| 2014-2016 | non disputato                         | non disputato                         | non disputato                         |
| 2017      | Filippo Fontana                       | Mikel Orbea                           | Saúl Calzada                          |
| 2018      | Miguel Sánchez Prado                  | Ibai Ruiz de Arcaute                  | Iñaki Guaresti                        |
| 2019      | Igor Arrieta                          | Kevin Pezzo Rosola                    | Daniel Cassiol                        |
| 2020      | annullato per la pandemia di COVID-19 | annullato per la pandemia di COVID-19 | annullato per la pandemia di COVID-19 |